# I Want It All
I Want It All là bài hát của ban nhạc rock Queen. Đây là bài hát thứ 4 trong album The Miracle và được viết bởi tay chơi ghi-ta Brian May.
Bản thân bài hát có chủ đề về nhạc hard rock và lời bài hát liên quan tới các cuộc biến động trong xã hội. Chính do điều này nên bài hát trở thành một bài hát chống lại chế độ phân biệt chủng tộc ở Nam Phi và đã được sử dụng như một quyền của những người đồng tính luyến ái và là một bài hát của nhóm thanh niên người Mỹ gốc Phi.
Bài hát đã đứng thứ 3 ở Anh và thứ 50 trong bảng bình chọn của tạp chí Billboard, Mỹ và đứng thứ 3 trong bảng xếp hạng Hot Mainstream Rock Tracks của Mỹ.

## Xếp hạng
| Bảng xếp hạng (1989)             | Vị trí cao nhất |
| -------------------------------- | --------------- |
| Úc (ARIA)                        | 10              |
| Áo (Ö3 Austria Top 40)           | 11              |
| Canada (Canadian Singles Chart)  | 34              |
| Dutch Singles Chart              | 2               |
| Đức (GfK)                        | 9               |
| Ireland (IRMA)                   | 3               |
| New Zealand (Recorded Music NZ)  | 3               |
| Na Uy (VG-lista)                 | 4               |
| Thụy Điển (Sverigetopplistan)    | 14              |
| Thụy Sĩ (Schweizer Hitparade)    | 8               |
| Anh Quốc (OCC)                   | 3               |
| Hoa Kỳ Billboard Hot 100         | 50              |
| Hoa Kỳ Billboard Mainstream Rock | 3               |